# 飯島バスストップ

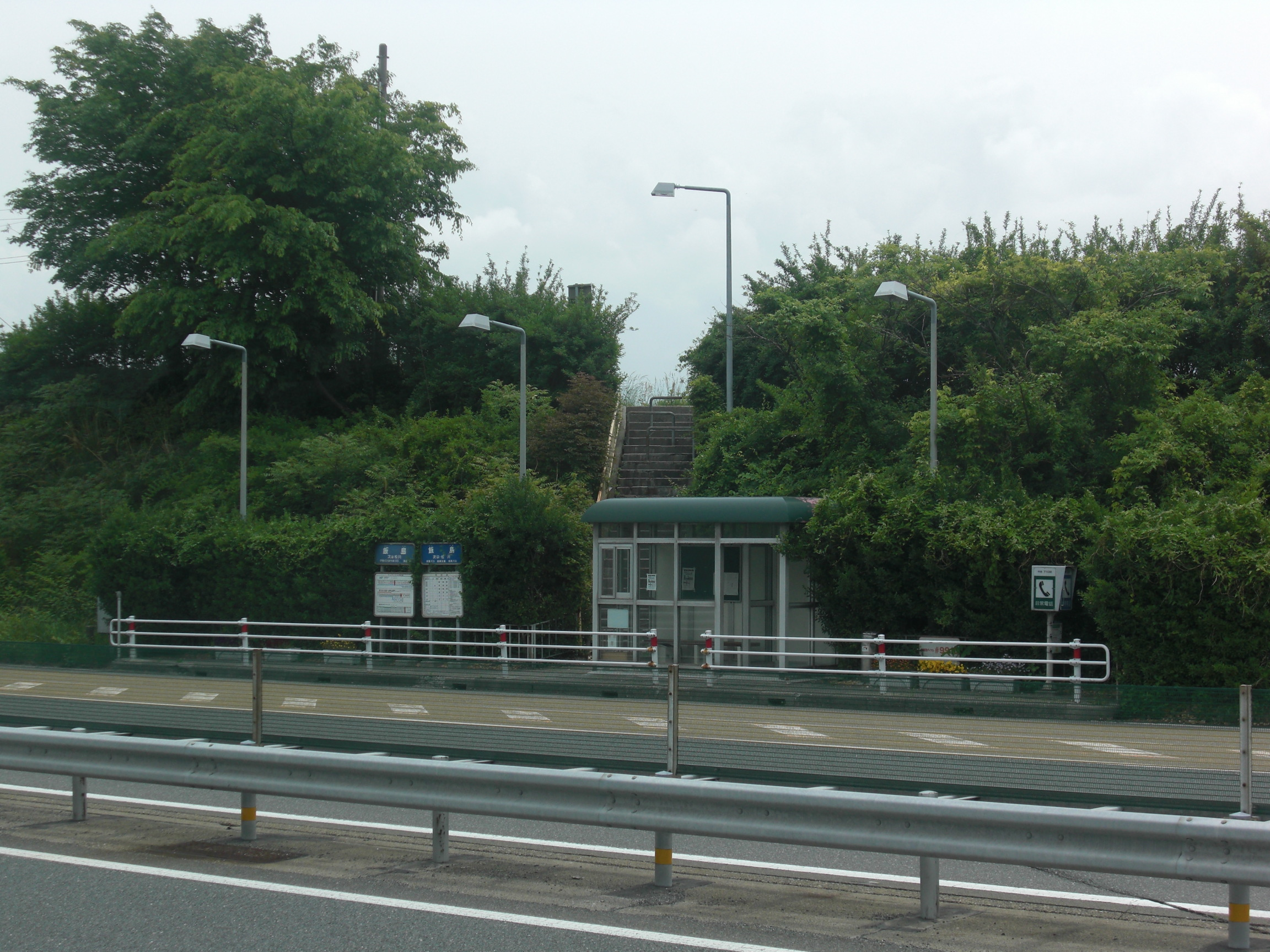
飯島バスストップ下り線停留所

飯島バスストップ（いいじまバスストップ）は、長野県上伊那郡飯島町飯島にある中央自動車道上のバス停留所。中央道の224キロポスト地点にある。
上り線が飯島町大字飯島2880-961、下り線が飯島町大字飯島2880-959に所在する。

## 停車する路線
- 飯田 - 新宿線（中央高速バス、伊那バス・信南交通・アルピコ交通・京王バス）
駒ヶ根BS - 飯島BS - 松川BS
- 飯田 - 横浜線（ベイブリッジ号、伊那バス）
駒ヶ根BS - 飯島BS - 松川BS
- 箕輪・伊那・駒ヶ根 - 名古屋線（中央道高速バス、伊那バス・信南交通・名鉄バス）
駒ヶ根BS - 飯島BS - 松川BS
- 箕輪・伊那・駒ヶ根 - 大阪（梅田）・USJ線（アルペン伊那号、信南交通・伊那バス・阪急観光バス）
駒ヶ根BS - 飯島BS - 松川BS
- 飯田 - 長野線（みすずハイウェイバス、伊那バス・信南交通・アルピコ交通）
駒ヶ根BS - 飯島BS - 松川BS
- 飯田 - 立川線（立川バス、京王バス南、伊那バス）
駒ヶ根BS - 飯島BS - 松川BS
- 飯田・松川 - 新宿線（トラビスジャパン）
トラビス諏訪インター - 飯島BS - トラビス松川インター
- 伊那・駒ヶ根・飯田 - 京都・大阪線（トラビスジャパン）
トラビス駒ヶ根インター - 飯島BS - トラビス松川インター

## バス停へのアクセス
飯田線飯島駅よりタクシーで10分。